# Ryosuke Imai
Ryosuke Imai –en japonés, 今井亮介, Imai Ryosuke– (7 de enero de 1978) es un deportista japonés que compitió en natación. Ganó una medalla de bronce en el Campeonato Pan-Pacífico de Natación de 1999, en la prueba de 4 × 100 m estilos.

## Palmarés internacional
| Campeonato Pan-Pacífico | Campeonato Pan-Pacífico | Campeonato Pan-Pacífico | Campeonato Pan-Pacífico |
| Año                     | Lugar                   | Medalla                 | Prueba                  |
| ----------------------- | ----------------------- | ----------------------- | ----------------------- |
| 1999                    | Sídney (Australia)      | Medalla de bronce       | 4 × 100 m estilos       |